# Зильда
Зильда (нем. Sylda) — деревня в Германии, в земле Саксония-Анхальт. Входит в состав города Арнштайн района Мансфельд. 
Население составляет 522 человека (на 31 декабря 2006 года). Занимает площадь 9,33 км².
Впервые упоминается в 922 году.
До 31 августа 2010 года Зильда имела статус общины (коммуны). 1 сентября 2010 года была объединена вместе с рядом соседних населённых пунктов, образовав новый город Арнштайн.

## Достопримечательности
Церковь, построенная в XVIII веке.